# Pretor
El pretor (en llatí: praetor) era un magistrat de la República de Roma, encarregat principalment de l'administració de justícia. Era una magistratura curul, col·legiada (amb un nombre variable de pretors al llarg de la història), i tenia imperium (comandament), tot i que subordinat al cònsol. Portava davant seu sis lictors, encara que en temps de l'Imperi només en duia dos.
Ciceró diu que el nom derivava de praeire, anar al capdavant, obrir la marxa, i que era un títol que ja utilitzaven les tribus del Laci. Titus Livi diu que equivalia a l'estrateg dels grecs. Se sap que immediatament després de l'expulsió dels reis de Roma es van nomenar dues persones, dos magistrats que s'elegien anualment, que primer es van anomenar pretors i més endavant cònsols. El text de Ciceró confirma que els pretors eren els caps de l'exèrcit, i l'ús de la paraula Praetorium es refereix al comandament militar.
L'origen dels pretors es troba a l'inici de la República, quan durant un temps van ser la màxima magistratura de l'estat (praetor maximus i praetor minor). L'organització gairebé definitiva de la seva funció arriba amb les leges Liciniae-Sextiae de l'any 367 aC, quan l'administració de justícia es va separar de la funció directiva de l'estat.
El pretor inicialment únic va dividir les funcions a partir del 243 aC: el praetor urbanus es va ocupar de les qüestions entre els ciutadans, i el praetor peregrinus de les qüestions entre ciutadans i no ciutadans (peregrini). Amb la conquesta dels primers territoris fora de la península itàlica es van crear dos nous pretors l'any 227 aC, amb la funció d'administració de les noves províncies de Sicília i Còrsega i Sardenya. Posteriorment encara es van crear dos pretors més per a les províncies d'Hispània Citerior i Hispània Ulterior l'any 197 aC. En aquest temps el pretors tenien el càrrec durant dos anys.
Eren elegits pels comicis per centúries, només entre els patricis. Després de la lex Villia annalis (180 aC) calia tenir com a mínim 40 anys. A mitjan segle els pretors provincials van modificar les seves funcions i van fer algunes tasques financeres.
La divisió existent entre dos pretors judicials i quatre pretors provincials es va reformar a l'època de Luci Corneli Sul·la, que va augmentar el nombre de pretors a vuit, i els va donar funcions exclusivament judicials, amb una edat mínima de 30 anys, i amb obligació de pagar els jocs. L'administració provincial quedava a les mans dels ex-pretors, que tenien el càrrec de governador provincial amb el títol de propretors.

## Funcions
La pretoria era un important càrrec militar i civil només superat en importància pel càrrec de cònsol, entre les magistratures regulars. Va ser així mateix una de les institucions polítiques romanes més longeves, des del seu origen a mitjans del segle iv aC fins al final de l'Imperi. El pretor ostentava l'imperium (tradicionalment, l'autoritat real civil i militar original) similar, si bé menor (imperium minus), al dels cònsols i els dictadors. Arran d'això, podien exercir gairebé totes les activitats i tasques de un cònsol, sempre que un cònsol no els ho impedís. Mentre els cònsols de la ciutat estaven constantment absents, l'imperium dels pretors els donava importants responsabilitats. El pretor urbà era, en l'absència dels cònsols de la ciutat, el principal magistrat de Roma i, com a tal, presidia el Senat. El pretor urbà i (per al segle ii aC) el pretor pelegrí estaven al capdavant de tot el sistema jurídic romà. Els pretors van arribar a estar a càrrec de tribunals penals permanents a mesura que se n'establien. Tots els pretors eren potencials comandants militars i eren regularment enviats a governar les províncies territorials fixades. Aviat es va convertir en el lloc més alt al que podia aspirar la majoria dels que iniciaven una carrera pública.

## Història del títol
L'estatus del praetor als inicis de la república no és clar. La descripció tradicional de Titus Livi afirma que la pretoria va ser creada per les Leges Liciniae-Sextiae l'any 367 a. C., però tant Livi com altres romans de la república tardana eren conscients que els principals magistrats ja s'havien anomenat pretors anteriorment. Per exemple, Sext Pompeu Fest parla dels «pretors, que ara són anomenats cònsols».
La constitució de la república va canviar substancialment al llarg de la seva història, i les descripcions sobre el desenvolupament del càrrec en el període imperial primerenc són plenes d'anacronismes que situen en el passat les pràctiques llavors contemporànies. En els primers períodes de la república, és possible que pretor «no hagi significat més que dirigent en el sentit més bàsic», derivat de praeire (precedir) o de praeesse (ser preeminent). Aquests primers pretors potser eren dirigents de clans que dirigien «forces militars de forma privada i lliure de control estatal», i hi devia haver diversos dirigents que encapçalaven exèrcits privats.
Aquests dirigents militars primerencs es van institucionalitzar en cossos de magistrats fixos elegits pel poble i amb un clar control estatal sobre les activitats militars. A això també va contribuir probablement «l'ús del reciperator (àrbitre) per fer de mitjancer en les disputes, i la creació de sacerdots fecials que amb els seus rituals controlaven les declaracions de guerra," i així es va fer més difícil que individus particulars iniciessin guerres contra els veïns de Roma. Les reformes de l'any 449 aC també poden haver exigit «per primera vegada que tots els comandants militars fossin confirmats per una assemblea popular [que representés] al poble romà».
El sorgiment del càrrec de pretor a l'època clàssica va ser un llarg procés que es va iniciar de manera definitiva el 367 aC, quan es van aprovar les Leges Liciniae-Sextiae, que atorgaven al poble romà un poder substancialment major sobre la selecció dels seus comandaments militars. Titus Livi afirma que les peticions dels romans van crear el càrrec l'any 367 aC per tal d'alliberar els cònsols de les seves responsabilitats judicials, «pocs historiadors moderns accepten [aquesta] descripció tal com està descrita». Més enllà del que sabien els antics, que un títol de pretor datava dels inicis de la república, el càrrec va ser inicialment un càrrec militar amb imperium i «pràcticament idèntic en autoritat i capacitat al consolat». A més, un càrrec sense collegium, com implica el relat de Livi, seria una «tremenda violació de la pràctica romana en què totes les magistratures regulars es creaven en col·legis formats per almenys dos persones».
Els acadèmics i estudiosos consideren actualment que es va establir «un col·legi de tres (i només tres) pretors, dos dels quals van acabar convertint-se en els cònsols històrics». En els seus primers anys el càrrec no es considerava inferior als cònsols, ja que «era una pràctica comuna que els homes fossin nomenats pretors després d'un consolat... ja que [fer-ho] era simplement un mètode per mantenir l'imperium durant un segon any».
Titus Livi explica que fins a l'any 337 aC el pretor era elegit únicament entre els patricis. Aquell any, l'elegibilitat pel càrrec es va obrir als plebeus, i un d'ells, Quint Publili Filó, va obtenir el càrrec.
Durant els 125 anys posteriors a l'elecció de tres caps militars es va anar distingint de forma clara la diferència entre el que es convertiria en la figura dels cònsols i la figura del pretor, degut a la pràctica habitual romana de mantenir un comandant a la ciutat o prop d'ella per a la defensa i (eventualment) per a l'administració civil. La glòria i el prestigi guanyats pels pretors lluitant en guerres estrangeres, i després encara a Itàlia, és el que va conduir al major prestigi del càrrec de cònsol. Fins a l'any 180 aC, amb l'aprovació de la lex Villia annalis, es va prohibir l'exercici del càrrec de pretor abans que haguessin passat dos anys de l'exercici del consolat. L'imperium del pretor no va ser legalment diferent (o inferior) a l'imperium consular fins al final de la república.
A partir de l'any 241 aC, el càrrec de pretor podia ser prorrogat, i això va permetre al antics pretors actuar al lloc d'un pretor (és a dir, pro praetore) amb el poder només de «comandar la guerra a la província que tenia assignada [sense] altres preocupacions o deures. La pròrroga, a la pràctica, va atorgar a ciutadans particulars un poder legalment fictici per actuar en lloc dels magistrats, i permetia seguir actuant en la tasca que tenia assignada a la província. L'imperium no expirava fins a travessar el pomerium o ser desposseït pel poble.